# Sebastián de Llanos y Valdés

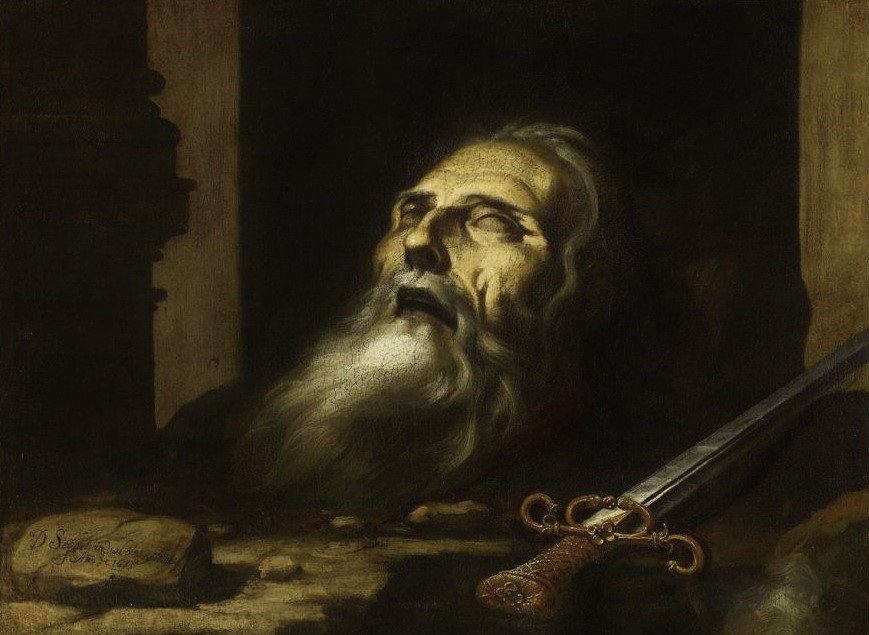
Abgetrennter Kopf eines heiligen Märtyrers (Cabeza cortada de un santo mártir), Öl auf Leinwand, 53 × 72 cm, Paris, Louvre.

Sebastián de Llanos Valdés (ca. 1605–1677) war ein spanischer Maler des Barock, der vor allem in Sevilla gewirkt hat. Laut Juan Agustín Ceán Bermúdez war er ein Schüler von Francisco de Herrera, wobei sein persönlicher Stil am stärksten von Francisco de Zurbarán beeinflusst war.

## Leben
Sebastián de Llanos Valdés war der Sohn eines Sebastián Ruiz und der María de la Cruz. Er muss um 1605 oder kurz danach geboren worden sein, wie man aus den Einträgen seiner ersten Ehe mit Jerónima Bernal erschließen kann. Das war im Jahr 1631 und er trat damals bereits als unabhängiger Maler auf. Von seiner ersten Frau verwitwet, heiratete er 1633 erneut Gregoria de Arellano, von der sein einziger Sohn, Francisco José de Valdés, geboren wurde, der später in den Dominikaner-Orden eintrat. Nach ihrem Tod ging er 1649 noch eine dritte Ehe mit María Pellicer ein, welche ihn überlebte. Antonio Palomino, der ihm keine Biografie widmet, berichtet in der Biografie von Alonso Cano, dass er eine Auseinandersetzung mit ihm gehabt habe, als er in dessen Haus wohnte, wobei er eine schwere Verletzung an der rechten Hand erlitt. Dies sei auch der Grund für Canos Weggang von Sevilla 1638 gewesen.
Es gab auch Hinweise darauf, dass er aus dem Adel stammte. Unter anderem legte er Wert auf das don (Herr) in seinen Signaturen; er führte ein bequemes Leben abseits von beruflicher Aktivität, wohnte in Mietshäusern mit hohen Mieten, und es ist sicher, dass er tief in das politisch Leben in Sevilla involviert war. So scheint es, dass er 1653 zum Alcalde der Malergilde von Sevilla ernannt wurde und in dieser Position ein Jahr später Cornelio Schut prüfte. Es ist auch bekannt, dass er in seiner Werkstatt mehrere Lehrlinge aufnahm, darunter im Jahr 1656 Juan Real, in dem sehr jungen Alter von neun Jahren.
Als Bartolomé Esteban Murillo und Francisco de Herrera el Mozo 1660 die Zeichen-Akademie in der Parochie San Lucas gründeten, war Llanos Valdés einer der Mitbegründer. Er beteiligte sich in allen Jahren ihres Bestehens aktiv und trug großzügig zu ihrer wirtschaftlichen Unterstützung bei. Im Jahr der Gründung wurde er zum Konsul ernannt, eine Position, die er 1663 zusammen mit Juan de Valdés Leal erneut innehatte. Ein Jahr später wurde er aufgrund des Rückzugs von Valdés Leal zum Präsidenten gewählt und übertraf Cornelio Schut bei den Stimmen, und im Jahr 1668 trat er immer noch in Erscheinung. Er war zum dritten Mal zum Präsidenten gewählt worden und war damit der Maler mit der längsten Amtszeit.
Er starb am 10. Oktober 1677, nachdem er in einem Testament den Wunsch geäußert hatte, in der Magdalena-Kirche, deren Gemeindemitglied er war, oder im Dominikanerkloster San Pablo, wo sein Sohn seine Profess abgelegt hatte und selbst schließlich begraben wurde, beigesetzt zu werden. Obwohl seine finanzielle Lage gut eingeschätzt wurde, aber vielleicht, weil er zu viel ausgegeben hatte, ordnete er keine Totenmessen an, „weil ich sehr arm bin“ («porque estoy muy pobre»), und fügte hinzu, dass er in seiner letzten Ehe kein Vermögen mitgebracht habe und dass dasjenige, welches er hatte,  von geringem Wert sei und schuldeten seiner Frau als entsprechende Mitgift schuldig sei.

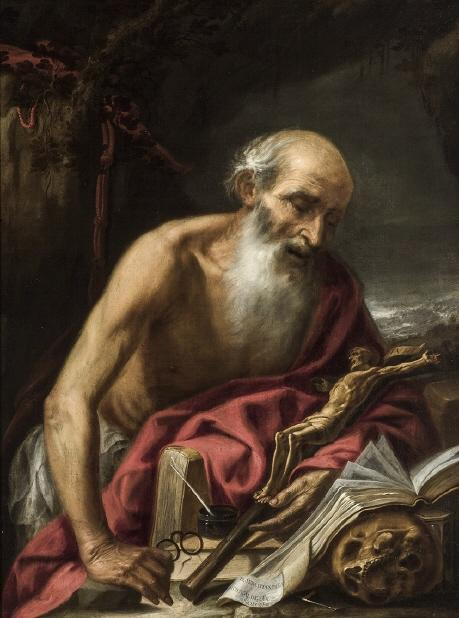
San Jerónimo penitente en su estudio („Der büßende Hieronymus in seiner Klause“), Öl auf Leinwand, 108 × 82 cm, Sevilla, Museo de Bellas Artes de Sevilla.

## Werk
Im Werk von Llanos Valdés werden die Anklänge an Herrera den Älteren deutlich, die vor allem in den monumentalen Evangelisten der Casa de Pilatos in Sevilla (Fundación Medinaceli) präsent sind. Diese sind durch die Zurbaranesken und genuesischen Einflüsse von Bernardo Strozzi nuanciert, von dem er die tenebristische Beleuchtung und ausdrucksstarke Typen übernimmt, wie man an der 1666 signierten Pietà und dem Heiligen Johannes dem Täufer vor dem Sanhedrin von 1668 sieht. Beide Werke sind in der Kathedrale von Sevilla zu sehen. In der Rosenkranzmadonna, ebenfalls in der Kathedrale, scheint das Vorbild der Jungfrau Maria direkt von Zurbarán übernommen zu sein, obwohl darin auch stärkere barocke Bewegung ausgedrückt ist.
Auf 1670 sind die cabezas degolladas („abgetrennten Köpfe“) des Heiligen Paulus und des Heiligen Johannes des Täufers in der Iglesia del Salvador datiert. Der pathetische Effekt dieser abgetrennten Köpfe, die durch das starke Licht, das direkt auf sie fällt, aus der Düsternis hervorstechen, war zwar kein völlig neues Motiv, wurde aber in der sevillanischen Volksfrömmigkeit weithin aufgenommen und es gab eine Reihe von Nachbildungen die teils Juan de Valdés Leal zugeschrieben werden.